# Butaleja
Butaleja  este un oraș  în  Uganda. Este reședinta  districtului Butaleja.